# Карло Кроче
Карло Кроче (Carlo M. Croce ; нар. 17 грудня 1944, Мілан, Італія) — італійсько-американський молекулярний генетик, фахівець з генетики раку. Професор Університету штату Огайо, член Національної Академії наук (1996) та Медичної академії (2011) США.

## Біографія
У 1969 році здобув докторський ступінь з медицини в Римському університеті. У 1970—1991 роках у Вістаровському інституті (США), професор з 1976 року. З 1980 до 1988 року також професор Пенсільванського університету, а з 1987 до 1991 року — Children's Hospital of Philadelphia , окрім того в 1988—1991 роках працював у Темпльському університеті. У 1991—2004 роках — директор онкологічного центру Університету Томаса Джефферсона . З 2004 року працює в Університеті штату Огайо, обіймаючи низку посад, зокрема директора Інституту генетики та професора.
З 1990 до 1999 року головний редактор фахового часопису Cancer Research (journal) .
Член Американської асоціації досліджень раку (1988) та її Академії (2013), фелло Американської академії мистецтв та наук (2010), Американської асоціації сприяння розвитку науки (2011), Національної академії винахідників (2013), іноземний член Болонської академії наук (2013).

## Нагороди та відзнаки
- AACR[en]-Richard and Hinda Rosenthal Foundation Award (1990)
- Charles S. Mott Prize[en], General Motors Cancer Research Foundation (1993)
- Robert J. and Claire Pasarow Foundation Medical Research Award[en] (1994)
- Scientific Excellence in Medicine Award, American-Italian Cancer Foundation (1997)
- Raymond Bourgine Award (1999)
- Pezcoller Foundation-AACR International Award for Extraordinary Achievement in Cancer Research (1999)
- President of the Republic Prize, Национальная академия деи Линчеи (2003)
- Jeffrey A. Gottlieb Memorial Award, MD Anderson Cancer Center (2005)
- AACR-G.H.A. Clowes Memorial Award (2006)
- Henry M. Stratton Medal[de], American Society of Hematology (2007)
- Szent-Györgyi Prize for Progress in Cancer Research[en] (2008)
- Leopold Griffuel Prize[en] (2008)
- AACR Princess Takamatsu Memorial Lectureship[en] (2013)
- Health Prize, InBev-Baillet Latour Fund[en] (2013)
- Chauncey D. and Elizabeth W. Leake Speaker Award (2014)
- Outstanding Investigator Award, Национальный институт онкологии (2015)
- AACR Margaret Foti Award (2017)[3]
- Премия Дэна Дэвида одноимённого фонда (2018)[4]

Нагороджений орденом «За заслуги перед Італійською Республікою» — найвищим орденом Італії (2000) та Italian Gold Medal for Public Health (2003), а також Паризькою золотою медаллю (1999).